# Brwilno (gmina)
Brwilno (od 1931 Biała) – dawna gmina wiejska istniejąca do 1931 roku w woj. warszawskim. Siedzibą władz gminy było Brwilno.
W okresie międzywojennym gmina Brwilno należała do powiatu płockiego w woj. warszawskim. Jednostkę o nazwie gmina Brwilno zniesiono 11 grudnia 1931 roku, w związku z jej przemianowaniem na gminę Biała.